# Groupe STX
Le Groupe STX (en coréen : STX 그룹) System Technology Excellence, est un groupe d'entreprise présent dans la construction navale, le commerce international notamment dans les minerais, la construction et les énergies fossiles et renouvelables.

## Historique
Création en décembre 1976 de Ssangyong Heavy Industries (STX Corporation).
En 2000, Duk-Soo Kang acquiert le groupe Ssangyong Heavy Industries puis le rebaptise STX (pour system technology excellence) en mai 2001, un groupe se constitue après la crise financière asiatique de la fin des années 1990.
- juin 2001: création de STX Enpaco (devenu STX Metal)[2].

En octobre 2001, il reprend Daedong Shipbuilding qui est ensuite renommé STX Offshore & Shipbuilding en janvier 2002 puis en novembre 2002 Sandan Energy devient STX Energy. En mai 2005 la STX Radarsys est fusionnée à STX Engine.
- février 2004: création de STX Heavy Industry[2].
- mars 2007: STX Energy, acquiert Tier Oil qui devient STX Oil & Service, en octobre création de STX Solar[2]. Rachat par surprise en octobre 2007 à la bourse d'Oslo des chantiers Aker Yards (devenu STX Europe)[4]
- juillet 2010: lancement de STX Technology Center[2].
- août 2011: création de STX Power[2]

En 2013 le groupe STX souffre d'un manque de liquidité dû à la chute des commandes de nouveaux navires en raison de ralentissement prolongé du secteur de la construction navale depuis la crise financière de 2008 ; le groupe se sépare de plusieurs filiales. Durant l'hiver les chantiers norvégien d'STX Europe sont vendus puis STX OSV (anciennement Offshore & Specialized Vessels activité internationale d'STX Europe) est vendu à l'italien Fincantieri, cette entité est rebaptisée Vard. Durant le printemps l, le 5 mai, la filiale STX Construction est placée en liquidation judiciaire. Au printemps le groupe criblé de dettes engage un sévère restructuration, un processus de vente concernant la filiale STX Pan Ocean est lancé avec le groupe financier coréen KDB (Korea Development Bank), principal créancier de STX.
Le 25 mai 2016, le groupe STX est susceptible d'être placé en redressement judiciaire à la demande de la KDB.
En septembre 2017, Fincantieri reprend 50 % des chantiers STX France comprenant les Chantiers de l'Atlantique, +1 % prêté par l’état Français sur une durée de 12 ans. Naval Group entre au capital avec l'objectif d'entamer les négociations pour une alliance avec Fincantieri.

## Filiales actuelles
Chantiers navals et moteurs
- STX Corporation
- STX Marine Sevice
- STX Resort